# Barbus oxyrhynchus
Barbus oxyrhynchus är en fiskart som beskrevs av Pfeffer, 1889. Barbus oxyrhynchus ingår i släktet Barbus och familjen karpfiskar. IUCN kategoriserar arten globalt som livskraftig. Inga underarter finns listade.

## Bildgalleri

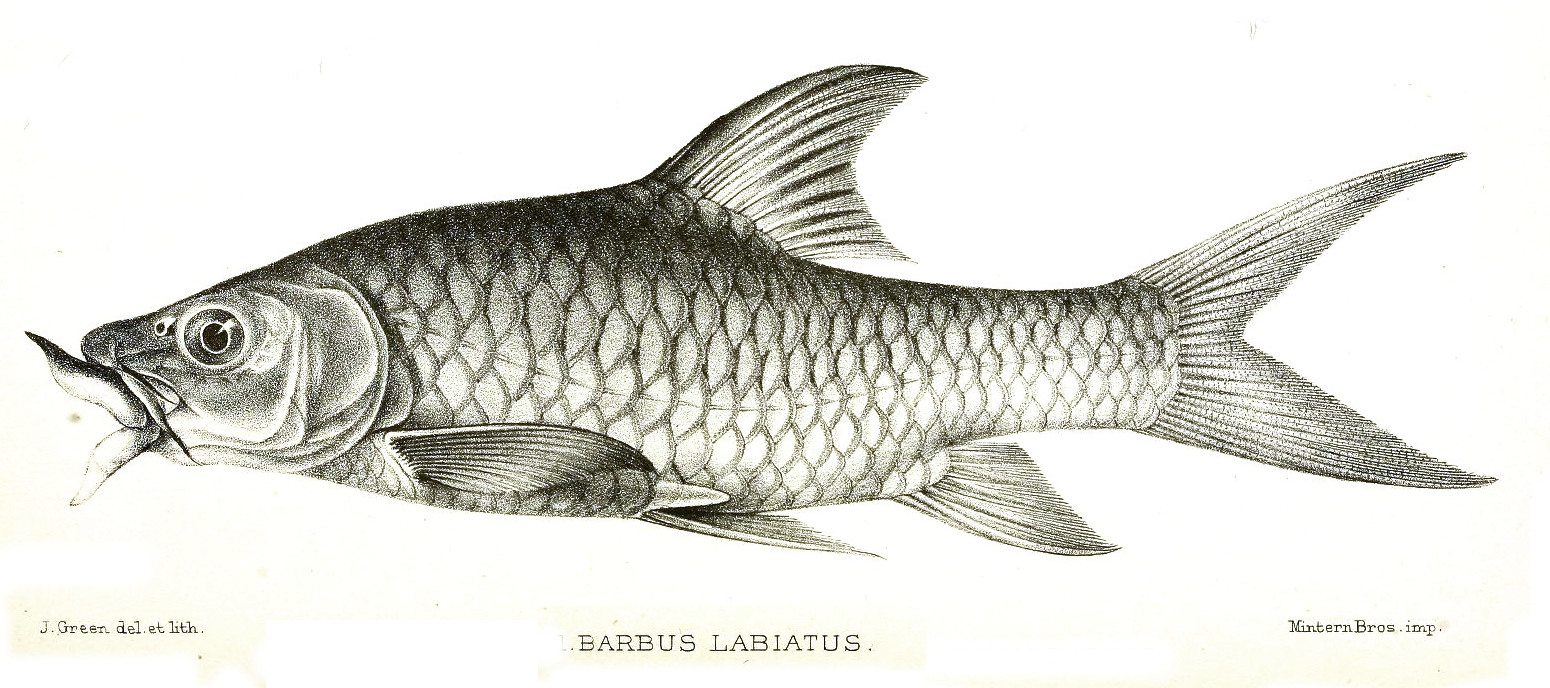
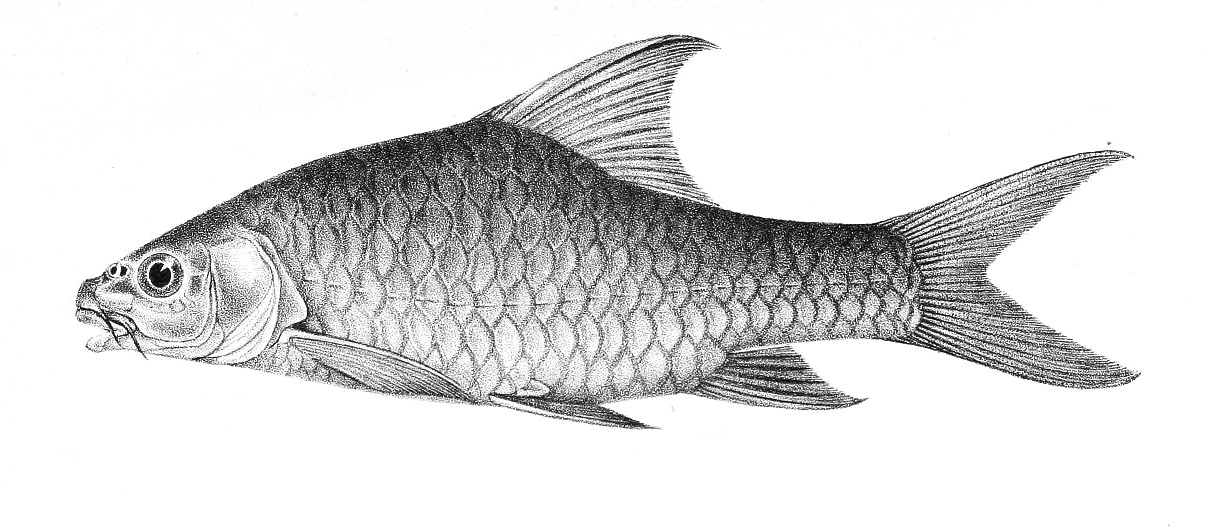